# François de Guise
Pour les articles homonymes, voir François de Lorraine.
 (octobre 2013).
François Ier de Lorraine, 2e duc de Guise et premier prince de Joinville, né le 17 février 1519 à Bar-le-Duc et mort le 24 février 1563 à Saint-Hilaire-Saint-Mesmin, est un militaire et homme d’État français du XVIe siècle. Il fut l'un des meilleurs chefs d'armée du roi Henri II et le principal chef catholique pendant la première guerre de Religion.
Il est pair de France, duc d'Aumale (de 1547 à 1550), puis duc de Guise (de 1550 à 1563), marquis de Mayenne, baron, puis (1551) prince de Joinville, grand chambellan, grand veneur, et grand maître de France (1559).
Compagnon d'enfance d'Henri d'Orléans (futur Henri II), François de Guise est un chef militaire de renom, à la tête d’un puissant lignage. Il s'illustre dans de nombreuses campagnes militaires, dont la prise de Calais aux Anglais. Avec son frère, le cardinal Charles de Lorraine, il gouverne la France sous le règne de François II (1559-1560) qui a épousé sa nièce Marie Ière, reine d'Ecosse. 
Il est le chef des catholiques durant la première guerre de Religion. En particulier, sa responsabilité est discutée dans le célèbre massacre de Wassy, où des dizaines de protestants, hommes, femmes et enfants, sont massacrés en plein culte, ouvrant ainsi les guerres de Religion en France. Il meurt moins d'un an plus tard, le 24 février 1563, des suites d'un coup de pistolet tiré par un gentilhomme protestant caché en embuscade, Jean de Poltrot de Méré.

## Biographie

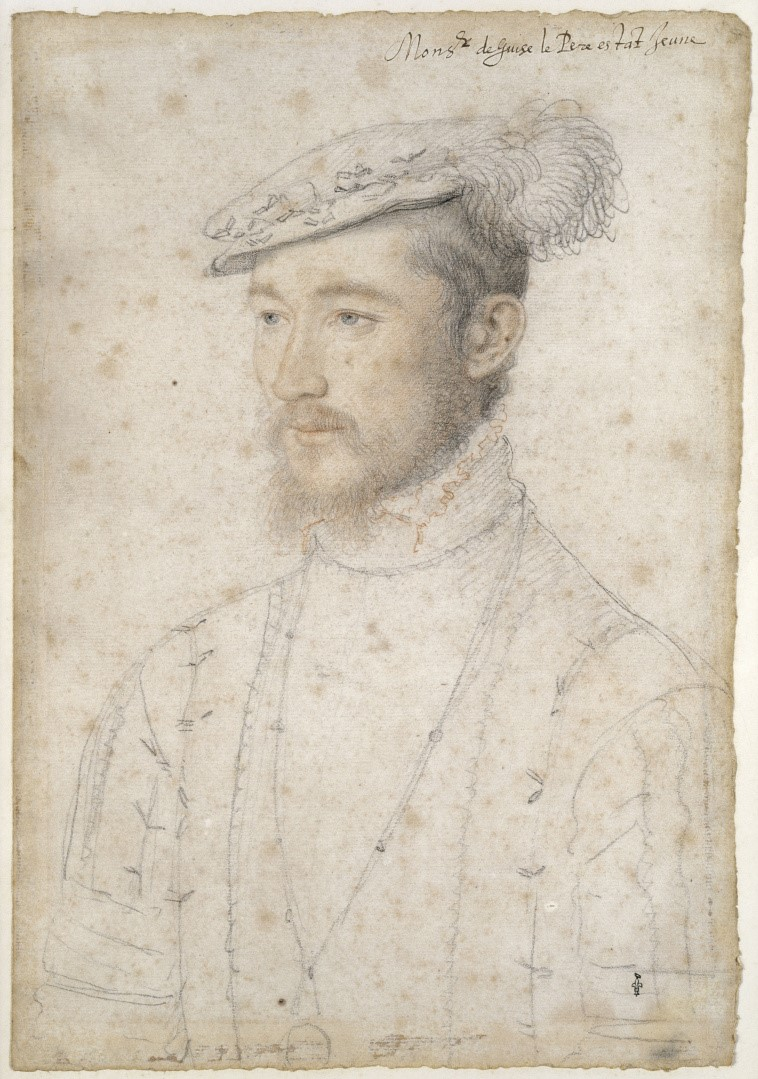
Le duc François de Guise.
Portrait dessiné par François Clouet, Chantilly, musée Condé, XVIe siècle.

François de Lorraine-Guise naît au château de Bar en 1519. Il est le fils aîné de Claude de Lorraine, premier duc de Guise, et le petit-fils du duc de Lorraine René II. Sa mère, Antoinette, est une princesse de la maison de Bourbon. Le 29 avril 1548, il épouse Anne d'Este, petite-fille de Lucrèce Borgia, fille d'Hercule II d'Este, duc de Ferrare, de Modène et de Reggio, et de Renée de France, la fille de Louis XII et d'Anne de Bretagne.
En 1544, François de Lorraine prend part au siège de Boulogne contre les Anglais, au cours duquel il est grièvement blessé au visage, ce qui, selon certains auteurs, lui a valu d'être surnommé « le Balafré »,. Chef de guerre d'une grande audace, il est nommé gouverneur de Metz après l'annexion de la ville par Henri II. En 1552, il défend victorieusement la ville, assiégée par 55 000 Impériaux, obligeant Charles Quint à lever le siège. En 1554, il participe à la bataille de Renty, puis en 1556-1557, il prend la tête de l'expédition qui, en Italie, essaie vainement de reprendre Naples aux Espagnols. À son retour, il est nommé lieutenant général du royaume et reprend Thionville aux Impériaux. En 1558, il reprend Calais aux Anglais à la suite d'une manœuvre audacieuse : les marais autour de la ville étant gelés, il fait passer les canons français sur ceux-ci, et prend ses ennemis par surprise.
Sous le règne d'Henri II, le duc de Guise forme avec sa famille un parti hostile aux Montmorency. La prise de Calais en 1558 et le mariage la même année de sa nièce Marie Stuart (fille de sa sœur Marie de Guise) avec le dauphin François éclipsent momentanément le connétable de France de la faveur royale. Quand Henri II meurt, son fils aîné François II, époux de sa nièce, monte sur le trône. Le jeune roi laisse les oncles de son épouse gouverner. François de Guise et son frère, le cardinal de Lorraine, véritable tête politique de la famille, deviennent les maîtres du royaume. La famille des Guise est au summum de sa puissance tout en étant de plus en plus contestée. Fervent défenseur du catholicisme, le duc de Guise fait réprimer dans le sang, en 1560, la conjuration d'Amboise, soutenue secrètement, sans doute, par Louis de Bourbon, prince de Condé. 

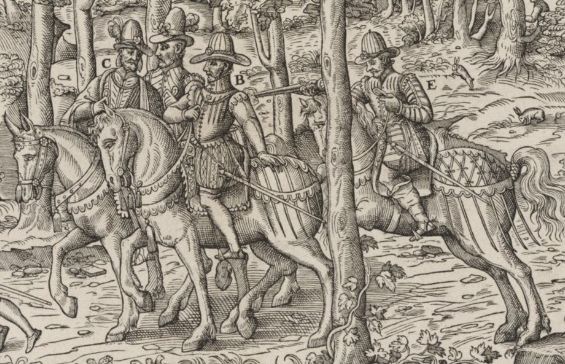
Assassinat du duc François de Guise, le 18 février 1563. Gravure de Tortorel et Perrissin.

Après la mort prématurée du roi François II en décembre 1560, Catherine de Médicis, régente du Royaume, mène une politique de tolérance envers  le culte réformé. Le duc de Guise et son parti, opposés à cette politique, sont écartés de la cour et du pouvoir. Le 1er mars 1562, sur les terres du duc en Champagne, des affrontements dont les responsabilités sont discutées par les historiens ont lieu entre ses troupes et des protestants qui célébraient leur culte (interdit) dans une grange. Plus de 30 protestants sont tués et 100 sont blessés. Cette affaire, qu'on appelle le massacre de Wassy, provoque une prise d’armes des protestants et déclenche la première des guerres de Religion. Commandant l'armée du roi, le duc est vainqueur des huguenots à Rouen, en octobre 1562, et à Dreux, en décembre de la même année ; puis il tente de reprendre Orléans. En chemin, un gentilhomme protestant, Jean de Poltrot de Méré, en embuscade, lui tire un coup de pistolet le 18 février 1563. Grièvement blessé, le duc de Guise meurt quelques jours plus tard. Après sa mort, dont les Guise accusent l'amiral de Coligny, Théodore de Bèze et Jean V de Parthenay, le calme revient pour quelque temps dans le royaume.
Anne d'Este, après avoir intenté plusieurs procès contre les chefs protestants, qu'elle soupçonnait d'être les instigateurs de l'assassinat de son mari, se verra imposer le silence par le roi. Elle se remariera en 1566 à Jacques de Savoie, duc de Nemours, autre défenseur de la cause catholique.

## Possessions
- duché de Guise (de 1550 à 1563) ;
- duché d'Aumale (de 1547 à 1550)[6] ;
- principauté de Joinville ;
- marquisat de Mayenne ;
- Hôtel de Guise, à Paris, aujourd'hui hôtel de Soubise (achat en 1553)[7] ;
- Château de Nanteuil (achat en 1556).

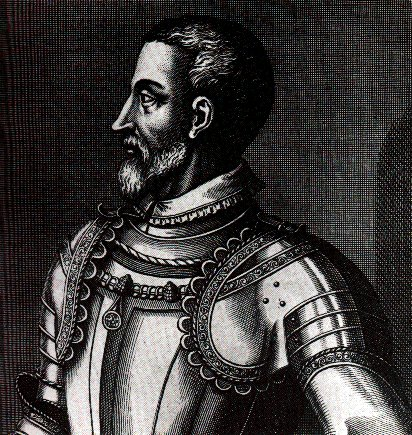
Portrait de François de Guise avec son collier de l'ordre de Saint-Michel.

## Enfants
François de Lorraine, 2e duc de Guise, et Anne d'Este eurent sept enfants, dont quatre survivants qui ont marqué leur époque :
- Henri Ier de Lorraine le Balafré, 3e duc de Guise (1550-1588) ;
- Catherine Marie de Lorraine (1552-1596), mariée en 1570 avec Louis de Bourbon (1513-1582), duc de Montpensier ;
- Charles de Lorraine, duc de Mayenne (1554-1611) ;
- Louis de Lorraine, cardinal de Guise (1555-1588) ;
- Antoine de Lorraine (1557-1560) ;
- François de Lorraine (1559-1573) ;
- Maximilien de Lorraine (1562-1567)[8].